# 神のちから
『神のちから』（かみのちから）は、さくらももこによる日本の漫画。

## 概要
1989年7月から1992年6月までに『ビッグコミックスピリッツ』（小学館）に不定期連載された17篇の作品をまとめたもの。意味不明な悪夢の世界をそのまま漫画にしたような作品で、代表作の『ちびまる子ちゃん』とは一味ちがう世界が楽しめる。単行本は1992年7月10日に初版発行（小学館）。ISBN 4091791212。『スピリッツ』に掲載された17話以外に「バカ山バカ太郎先生」などの描き下ろし作品も収録されている。
さくらの漫画・エッセイの装丁を多数手がけたデザイナーの祖父江慎は、本作の単行本が彼女との初仕事となった。1992年の第27回造本装填コンクール「コミックス部門」を受賞。

## 収録作品
神さまのうた
描き下ろし。作詞フライングピーチサクラ（外国人による）。「神さま 神さま オーマイゴッド」で始まり、「神さま 神さま 神さま万歳!!」で終わる、神さまの不思議な力を称える歌。
おたすけぶくろ（お助け袋）の巻
初出は『ビッグコミックスピリッツ』1989年7月10日号。「中山うなぎ店」の店主はウナギの養殖に失敗して大きな借金を抱え、一家は赤貧のどん底にあえいでいた。家財はすべて借金のカタに取られることになり、取り立てに来たヤクザの親分は10分以内に荷物をまとめて出て行くよう言い渡す。追い詰められた店主は、以前人助けの神からお助け袋をもらったことを思い出し、「ピーヒャラポン!」と呪文を唱えるが…。
おっとのむだづかい（夫の無駄遣い）の巻
初出は『ビッグコミックスピリッツ』1989年8月14日号。ある所に無駄遣いばかりする男がいて、次々に無意味で高価な買い物をしては妻を嘆かせていた。ある時男は中古屋で「お天気神様ハレハレ君」を見つけ、50万円のローンで買うことに決める。家に帰ると、男はさっそくハレハレ君に明日のお天気を尋ねる。ハレハレ君は歌いながら踊り始めるが、よろめいて「陽気な和尚さん」という人形にぶつかり、和尚さんを動かしてしまう。男とその妻が和尚さんを面白がっていると、ハレハレ君は…。
すごいへそをもつあめりかじん（凄い臍を持つアメリカ人）の巻
初出は『ビッグコミックスピリッツ』1989年9月25日号。雷から生まれたアメリカ人が、突然普通の家庭の天井を破って落下して来る。一家が怯えていると、アメリカ人は家の主人に自分のヘソを覗いてみるよう促す。そこで主人がヘソを覗くと、丸ごとその中に吸い込まれてしまう。主人がヘソの中の暗くて長い階段をどこまでも降りて行くと、そこには城があり、城の中ではアメリカ人が大勢の女性たちと暮らしている。再び主人がアメリカ人のヘソを覗くと、今度は元の世界に戻って来る。アメリカ人が雷雲を呼ぶと、その雲の上には…。
あたまがつぼになったら（頭が壺に成ったら）の巻
初出は『ビッグコミックスピリッツ』1989年10月16日号。「理容カミサマ」で散髪した19歳大学1年生のヤスオは、自分の頭が瀬戸物の壺になってしまったので驚き、不安になる。ところが、理容店の主人を始め、周囲の人々は誰もそのことを不思議だと思っていない。恋人のミチコも変だと思わないばかりか、かえってヤスオを羨ましがる始末で、ヤスオはだんだん自信がついてくる。しかし焼き物店の前を通りかかったところ、ろくろに触発されて頭の壺が回転し始め…。
えいえんなるじんせい（永遠なる人生）の巻
初出は『ビッグコミックスピリッツ』1989年11月6日号。ある男が「永遠なる物」を探し求めている。それは「深遠なる顔を持ち、刻々と脈打ち、熱く燃え、永々と続いている」ものである。男はようやく「永遠なる物」を発見して喜ぶが、「永遠なる物」が男の体内に侵入したとたん、男の体は裏も表もないメビウスの輪のようになる。目を覚ました男は、何事もなかったかのように出勤の準備をし、妻の作った味噌汁を飲んで家を出ようとするが…。
あたらしいちから（新しい力）の巻
初出は『ビッグコミックスピリッツ』1989年12月4日号。ノーベル賞を目指す科学者の青池ヒトシ64歳は、引力・磁力などに続く新しい力を発明した。それは波のように揺れるエネルギーである。学会での発表を済ませた青池は、さっそく某市の緑ヶ池町でエネルギーの実験を行う。青池は「自分はあらゆる人のことを考えてこのエネルギーを作った。もし1件でも被害があったら潔く学者をやめる」と言い放つ。するとそこへフラダンサーの山本かつ子（栗山マロン）32歳からの被害報告が…。
しりがうりもののおやじ（尻が売り物の親父）の巻
初出は『ビッグコミックスピリッツ』1990年1月22日号。ある日のこと、ある家をセーラー服姿の奇妙な男が訪ねて来る。男は家族に自分の尻の穴を覗いてみるように促す。家の主人は激怒するが、妻が面白がって覗いてみると、穴の奧では「愛・ふみ子の場合」というドラマが放映されている。一家が興味を示すと、男は「この先を見るには料金が必要だ」と言う。一家3人（主人とその妻および息子）が代わる代わる料金を払うにつれ、ドラマは少しずつ進んで行くが、料金は徐々に高くなり、しまいには支払う金額とドラマの設定を巡って家族の間にケンカが…。
びっくりさんにむちゅう（ビックリさんに夢中）の巻
初出は『週刊ビッグコミックスピリッツ』1990年2月26日号。ある一家がテレビの「万国ビックリショー」に夢中になり、家族全員でテレビを見ている。番組には世界中の「ビックリさん」たちが次々に登場し、人間離れした特技を披露する。番組の最後に、思いがけず一家の隣人の木下さんが登場する。一家は、今週はレベルが高いのでチャンピオンは無理ではないかと心配するが、木下は「富士山大噴火」という特技を披露し、見事チャンピオンに…。
新れんさい! バカ山バカ太郎先生 バカ山先生けんざん!!の巻
描き下ろし。受験戦争の真っ只中、ある学校に爽やかなはみだし教師がやって来た。その名はバカ山バカ太郎先生。生徒たちは名前がバカ山と聞いて、本当のバカなのではないかと不安になる。しかしバカ山は生徒たちの困惑をものともせず支離滅裂な言動を繰り広げ…。
のっとられたげんさん（乗っ取られた源さん）の巻
初出は『ビッグコミックスピリッツ』1990年4月30日号。ヤスエという名前の女の子が父親からインコを買ってもらい、饅頭屋の源さんに似ているので「源さん」と名づける。源さんは、一生懸命饅頭を作っている真面目な職人である。ところが、その翌日からインコと源さんに異変が起こり始める。インコは次第に源さんそっくりになり、源さんは少しずつインコに近づいて行く。異変に気づいたヤスエと母親は、源さんの観察日記をつけ始める。ある日、源さんはついにインコそのものになる。急いで家に帰ってみると、何とインコは…。
ばかでもやさしい（馬鹿でも優しい）の巻
初出は『ビッグコミックスピリッツ』1990年7月2日号。カズノリは抜けているが優しい男の子で、いつも母親と兄のヨシオにバカにされ、いじめられている。ある時ヨシオは、滑稽なポーズをして2時間立っていると、天井から卵が降って来る、と言ってカズノリを騙す。カズノリが言われた通りにすると、本当に卵が降って来る。卵を割ってみると、中からバカ救済連合会長のバカ田バカ子が現れる。バカ田とその仲間たちは、「バカでもやさしい方がいい」という歌を繰り返しながら次第に増殖する。家中をバカに占領された母親とヨシオは…。
とりあえずそうしきをしたいっか（取り敢えず葬式をした一家）の巻
初出は『ビッグコミックスピリッツ』1990年10月22日号。ある一家を葬式屋が訪問し、誰も死んでいないのに「葬式をやってみたくないか」と持ちかける。妻が夫に相談すると、夫は1回1,000円と聞いて興味を示し、葬式を行うことにする。家に見知らぬ老人の遺体が入った棺桶と祭壇・花輪その他の道具が運び込まれ、お経をあげる和尚さんもやって来て、葬儀が営まれる。翌日老人の火葬が行われ…。
おくられてきたひと（送られて来た人）の巻
初出は『ビッグコミックスピリッツ』1991年1月21日号。香川の家に、部長の前田からヤマモトが送られて来る。香川は送られて来たヤマモトが気に入り、自宅の床の間に飾り、友人の西田を呼んでささやかな宴会を催す。そこへヤマモトコレクターのしの崎ヤマモトが訪ねて来る。しの崎は床の間のヤマモトを見て、是非自分に譲ってほしいと香川に頼むが…。
なんでそうなったのかわからないひと（何で然う成ったのか解ら無い人）の巻
初出は『ビッグコミックスピリッツ』1991年3月11日号。ある日の朝、沢田は妻の実家から送られて来たジャガイモを届けるために、知人の坂本を訪ねる。沢田が上がってみると、坂本はちょうどはがきの整理をしている所だった。その中に大阪のバーのホステス「ルリ岡花江」と「蘭さゆり」からのものがあり、2人のことを思い出した坂本は沢田と一緒に東京駅から新幹線に乗って大阪に向かう。途中京都で降りて仏像を見物し、その次は兵庫で水族館に入り、退職した池田と再会する。それから熱海に戻って温泉に入り、東京の自宅に戻った時には真夜中を過ぎていた…。
あたらしいじんせい（新しい人生）の巻
初出は『ビッグコミックスピリッツ』1991年4月29日号。悪徳商事のOLルミ子は、課長と不倫している。ある日、社長が会社の金庫の暗証番号を言い忘れて死に、社員たちは途方に暮れる。そこで社員の田中の祖母で恐山に住んでいるイタコの「恐イタ子（おそれ イタこ）」が呼び出され、社長の霊の口寄せが行われる。社長の霊を呼び寄せ、金庫の暗証番号を聞き出すことに成功したイタ子は、そのまま会社に残り、OLとして働くことになる。愛想も良く、口寄せもできるイタ子は男性社員の人気の的で、日増しに綺麗になって行った。イタ子には課長との不倫の噂まであると知り、ルミ子は愕然とする。ルミ子はイタ子を喫茶店に呼び出し、課長と別れてほしいと言うが…。
それてゆくかいわ（ソレて行く会話）の巻
初出は『ビッグコミックスピリッツ』1991年6月17日号。2人の中年男性（1人は今野。もう1人は不明）が登場し、とりとめのない世間話に興じている。話せば話すほど、会話はどんどんそれて行き…。
かんげいされたおとこ（歓迎された男）の巻
初出は『ビッグコミックスピリッツ』1992年1月20日号。平岡ムネジは平凡な51歳のサラリーマンで、健康のため10年前から毎朝マラソンをしている。マラソンを始めてちょうど10年目になる日、平岡はいつものように午前5時に家を出た。平岡が走っていると、通りすがりの人たちが、口々に平岡のマラソン10周年を祝ってくれる。平岡は不思議に思うが、人々の歓迎は次第にエスカレートし、ついには大勢の人が集まって平岡のために「ささやかなカーニバル」が催される。感激した平岡は…。
れんさい二回目 バカ山バカ太郎先生 あやうしバカ山先生!!の巻
描き下ろし。引き続きバカ山の支離滅裂な活躍が描かれる。
にしやまがいる（西山が居る）の巻
初出は『ビッグコミックスピリッツ』1992年6月29日号。ある会社に勤める前野は、最近西山が増えているような気がしてならない。やがて前野は、それが決して気のせいではないと確信するが、周囲にそのことを話しても「西山は1人に決まっている」と言われるばかりで、誰からも相手にされない。しかし、そうこうするうちに西山は確実に増殖し、ある日ついに前野以外の全世界が西山になっていた。追い詰められた前野は…。
こんすたんちのーぷるのおもいで（コンスタンチノープルの思い出）
書き下ろし。この作品は漫画ではなく、短いエッセイ風の文章である。行ったこともないコンスタンチノープルの思い出を一体どうすれば書けるのか、という悩みについて書かれたもの。最後は「まだ見ぬ土地、コンスタンチノープルよ、さようなら。おなら」と結ばれている。